# Råssnäskyrkan
Råssnäskyrkan är en kyrkobyggnad i Motala i Linköpings stift. Den är distriktskyrka i Motala Väster. I kyrkans regi drivs förskola och fritidshem.

## Kyrkobyggnaden
Kyrkan ritades av arkitekten Ragnar Molin och invigdes 1976 av dåvarande biskopen för Linköpings stift Ragnar Askmark. Byggnaden består av kyrkorum och församlingslokaler. Fasaderna är av tegel och de sluttande taken är belagda med takpapp. Intill kyrkan finns en vidbyggd klockstapel.

## Inventarier
- Dopfunten är gjord av ek och har en tillhörande dopskål av mässing.
- Altaret pryds av ett stort guldförgyllt väggkors som är tillverkat av Torulf Engström.

### Orgel
- Orgeln är byggd 1976 av A. Magnussons Orgelbyggeri i Göteborg. Den är mekanisk och har ett tonomfång på 56/27.

| Manual      | Pedal      | Koppel  |
| Gedackt 8’  | Subbas 16’ | Man/Ped |
| Princial 4’ |            |         |
| Gemshorn 2’ |            |         |
| Mixtur III  |            |         |

## Bildgalleri

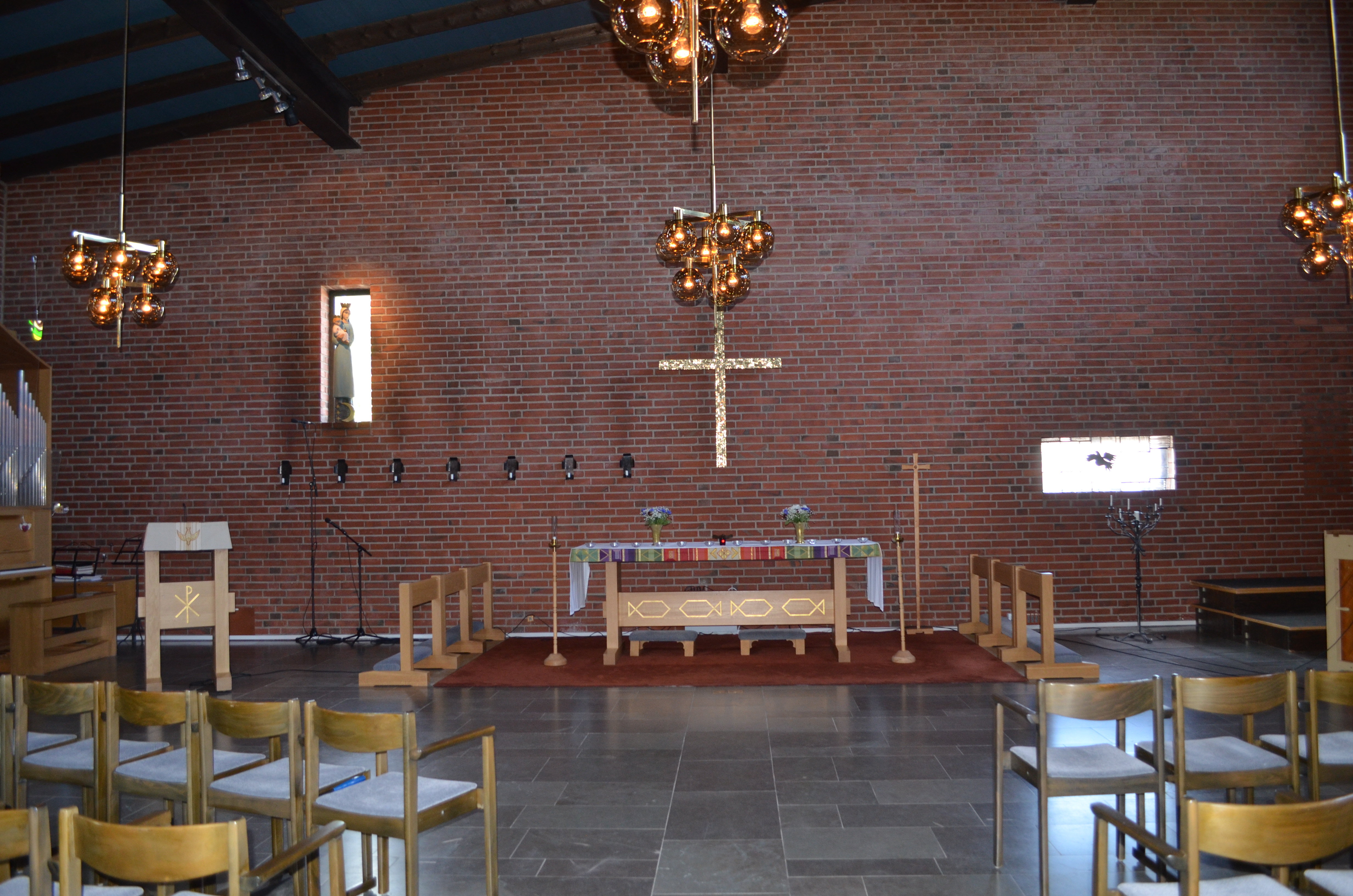
Råssnäskyrkans kyrksal
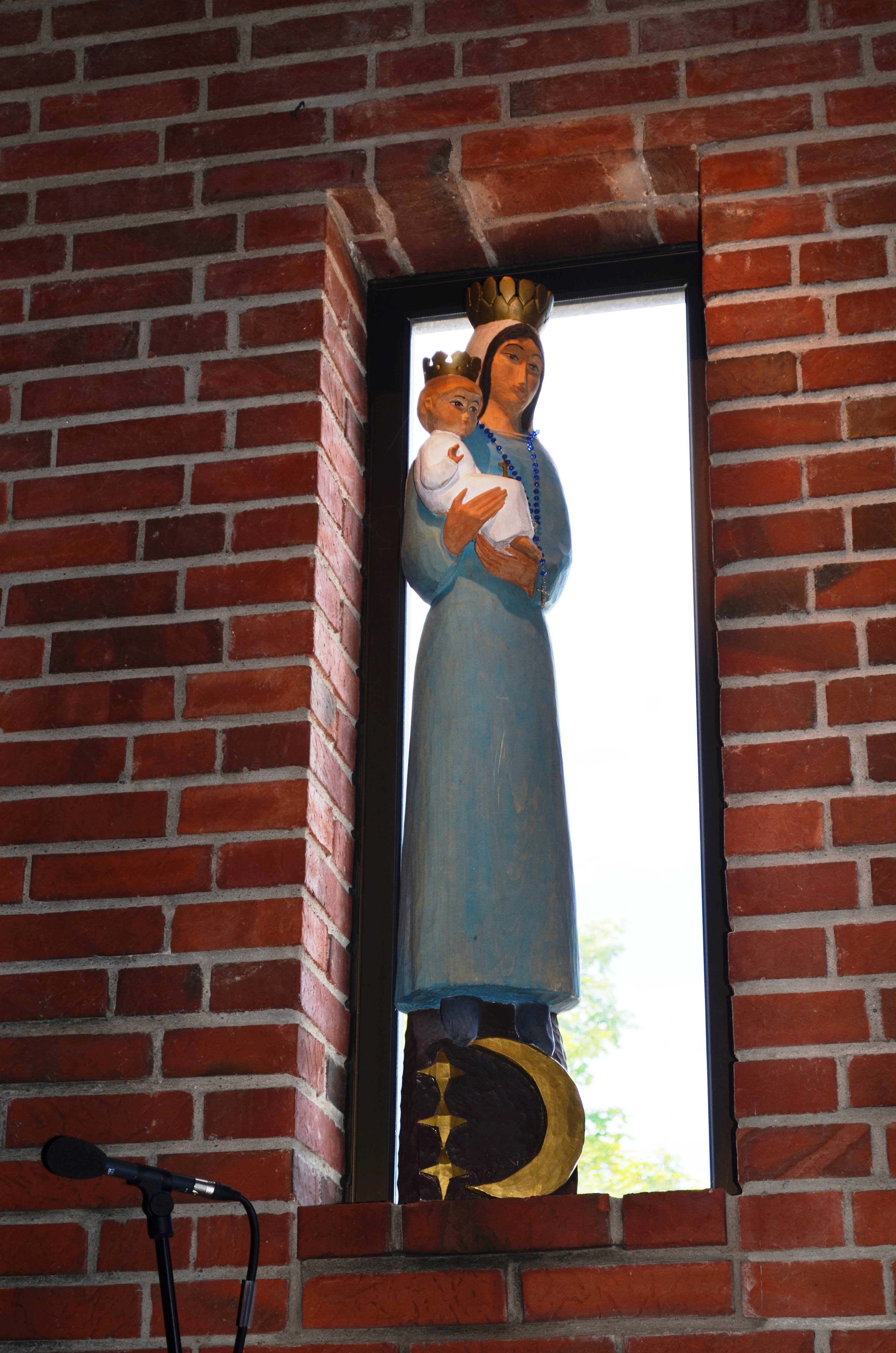
Råssnäskyrkans madonna med Jesusbarnet
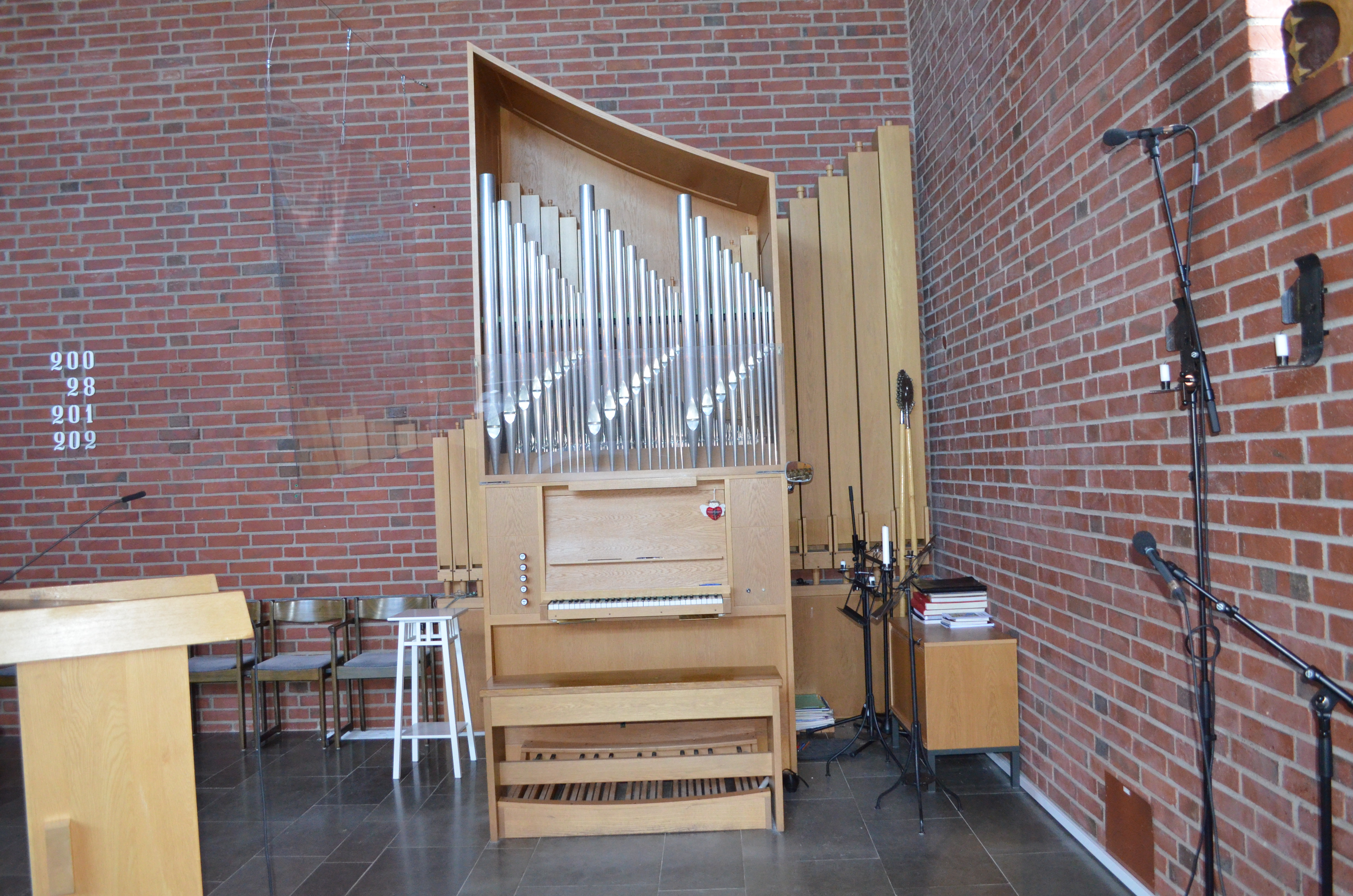
Råssnäskyrkans kyrkorgel
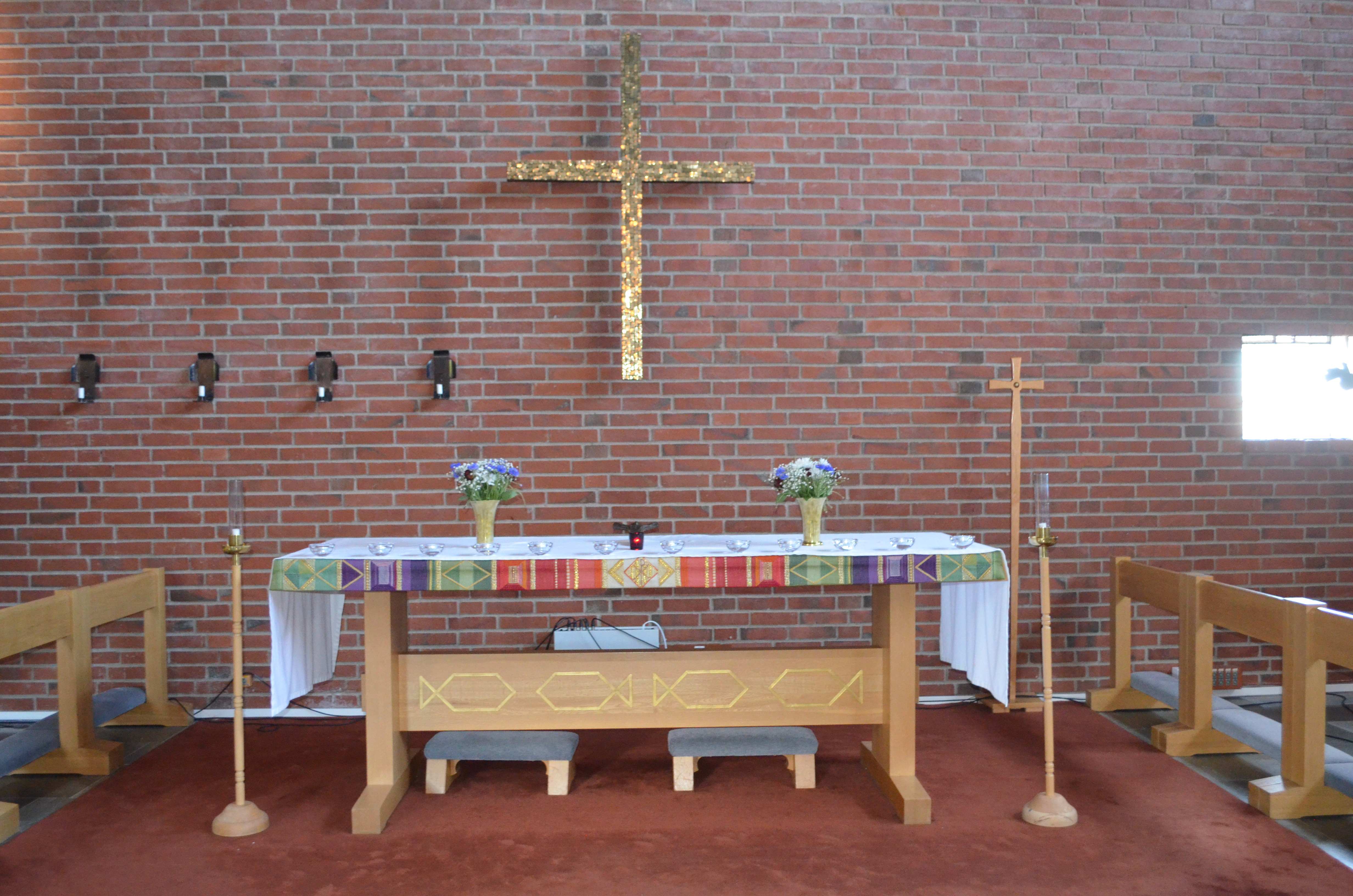
Råssnäskyrkans altare
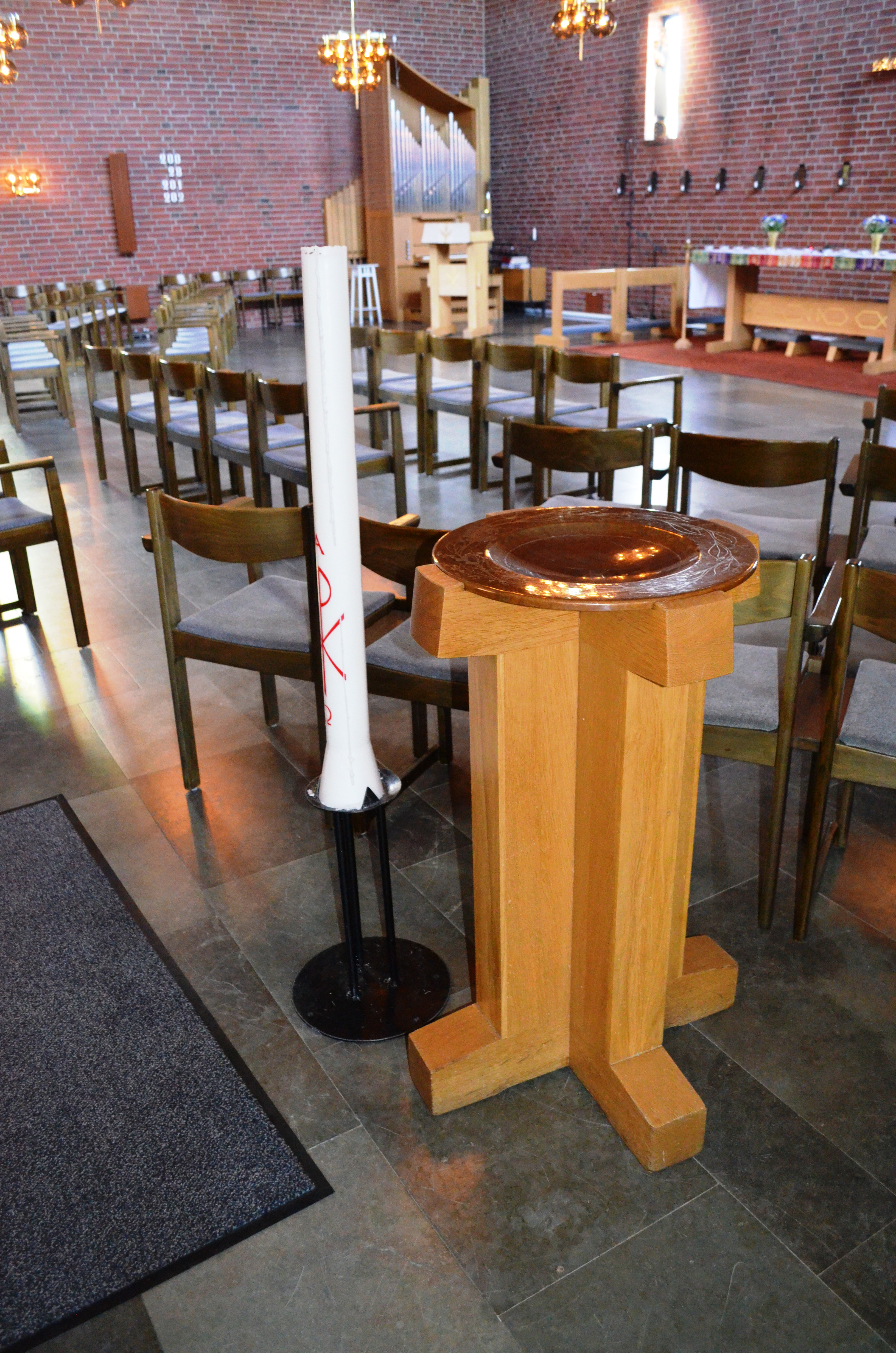
Råssnäskyrkans dopfunt

### Webbkällor
- Motala församling
- byggnadspresentation